# West Concord (Minnesota)
West Concord – miasto w Stanach Zjednoczonych, w stanie Minnesota, w hrabstwie Dodge.